# Historiskt återskapande

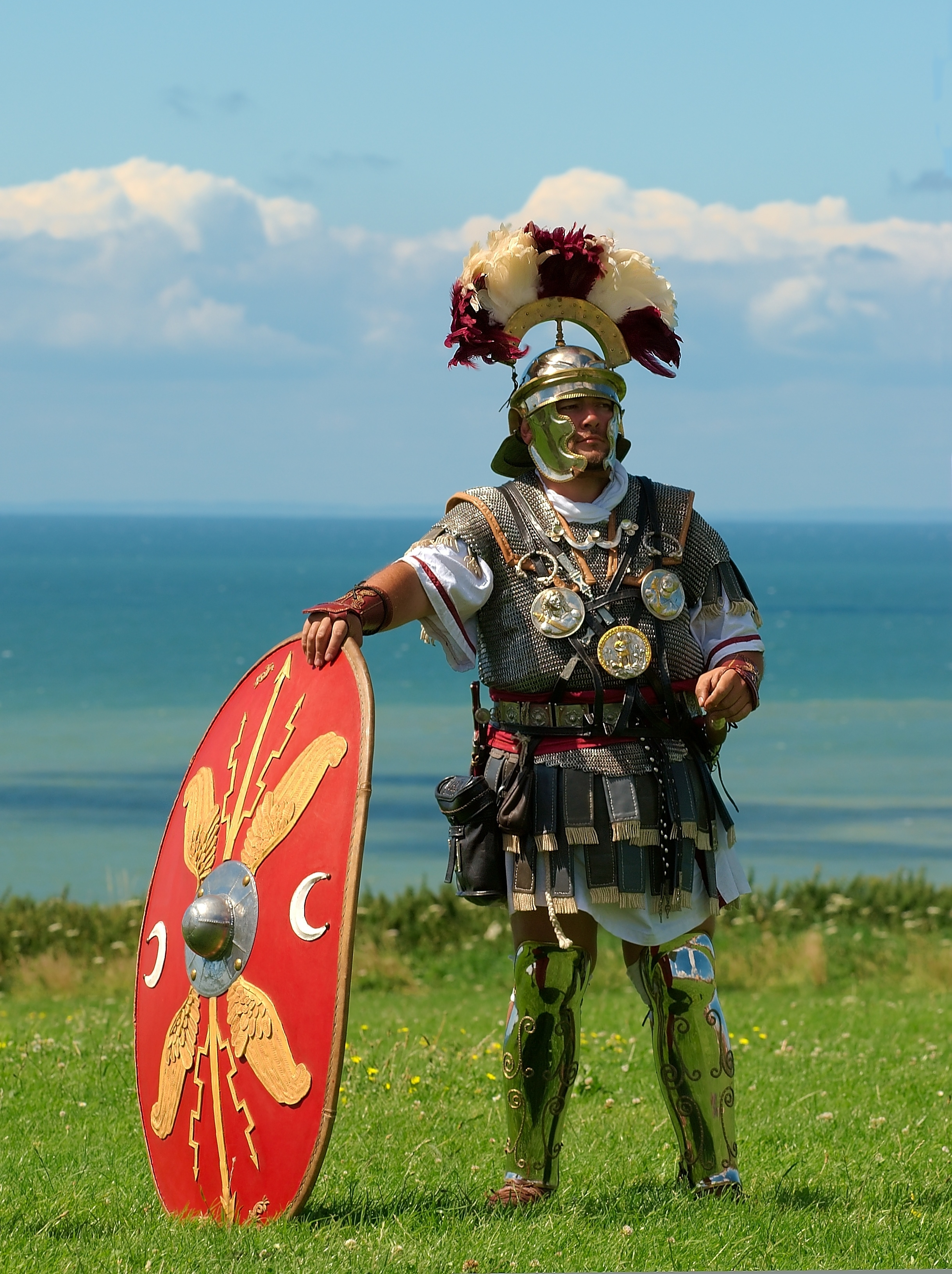
Gestaltande av romersk centurion under historiskt återskapande i Frankrike.

Historiskt återskapande och levande historia innebär ett försök att för nöjes, utbildnings och i viss mån även forsknings skull, återskapa en del av en historisk händelse (exempelvis Slaget vid Hastings, Slaget vid Axtorna eller Slaget vid Poltava) eller en historisk period (exempelvis vikingatid, medeltid, Gustavianska epoken eller Andra Världskriget) så troget originalet som möjligt.

## Beskrivning
Att återskapa ett historiskt skede är inte ett nytt påfund. Medeltida torneringar kunde ha romerskt tema, och romarna själva återskapade berömda fält- och sjöslag som folknöje i sina teatrar. Historiskt återskapande i utbildnings- och forskningssyfte är dock av senare datum.
Begreppen historiskt återskapande (på engelska historical reenactment) och levande historia (living history) används ofta synonymt. Ska man vara strikt skiljer de sig genom att man under återskapandet i högre grad agerar och lever sig in i rollen av en historisk person, medan levande historia är mer fokuserat på hantverk, material och teknik. Vissa former av historiskt återskapande kan därför innehålla inslag av levande rollspel, men dessa företeelser ska för den skull inte blandas ihop.
Historiskt återskapande kan kortfattat beskrivas som ett försök till att återskapa historiska händelser eller företeelser genom att agera samt leva sig in i rollen av en historisk karaktär med givna förutsättningar. Kunskap, objektivitet, realism och historisk trovärdighet är helt avgörande för utövaren. 

## Deltagare
De flesta grupper och personer som ägnar sig åt historiskt återskapande är amatörer som betraktar det som en hobby. I vissa fall kan en person under en del av året dock leva på att i olika sammanhang visa upp sitt återskapande för en publik. Det finns en mycket stor variation i ålder, formell utbildningsnivå och sysselsättning bland deltagarna.
Ibland kan en fest anordnas med visst decennietema eller årtalstema, till exempel 1980-talet, men fokus ligger då oftast snarare på populärmusik, mode och film än politik och samhällsförhållanden, och syftet är då främst underhållning.

## Historiskt återskapande i Sverige

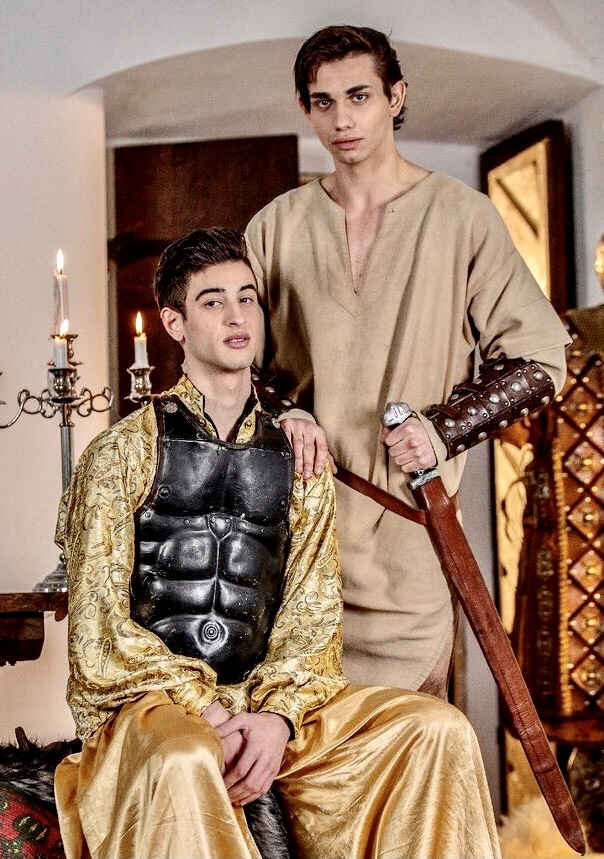
Medeltiden är en populär period bland historiska återskapare. Två män klädda i kostymer från tidig medeltid under medeltidsveckan i i Visby 2019.

I Sverige är vikingatiden en period som engagerar historiska återskapare, men det finns även grupper som intresserar sig för 1300-tal till i dag. Två andra väldigt stora perioder är karolinska tiden som återskapar tiden framförallt mellan 1700 och 1721 under det stora nordiska kriget, samt 1800-talet med fokus på Napoleonkrigen.

## World War Two Reenactment
WWII Reenactment (historiskt återskapande av perioden 1939-45) är en företeelse som har sina rötter i 1970-talets England. Det existerar hundratals sällskap världen över som representerar i stort sett alla deltagande nationer under kriget. I centrum för hobbyn står den historiska tolkningen av den enskilde soldaten, sjömannen, flygaren, lottan, sjuksystern och så vidare, samt det teatrala agerandet av karaktären i fråga. 
I Sverige är hobbyn relativt ny. Kritik, bland annat politiska aspekter (i det avseendet att uniformen för karaktärer från axelmakterna sammankopplas med utövarens politiska övertygelse), har framförts. De svenska utövarna gestaltar allt från amerikaner, engelsmän, ryssar, tyskar till partisaner och så vidare, dock skiftar uniform beroende på event. 
Under de militärhistoriska återskapanden är det principiellt irrelevant för utövaren vilken uniform denne iklär sig eller vilken nationalitet som representeras då fokus ligger på den historiska gestaltningen av den enskilde karaktären. 
Som exempel på återskapanden kan de årliga evenemangen War and peace show och A Military Odyssey i Kent i Storbritannien lyftas fram, där sammanlagt över 85 000 entusiaster och 4 000 historiska fordon samlas under ett antal dagar.

## Svenska föreningar och sällskap som ägnar sig åt historiskt återskapande (urval)
- Riksförbundet Sveriges militärkulturhistoriska föreningar, RSMF
- Jämtlands fältartilleri
- Sällskapet Gustavianerna
- Sällskapet Gustafs skål
- Sällskapet för Kreativ Anakronism (SKA)
- Westgiöta Gustavianer
- Svenska Lif:Compagniet

## Galleri

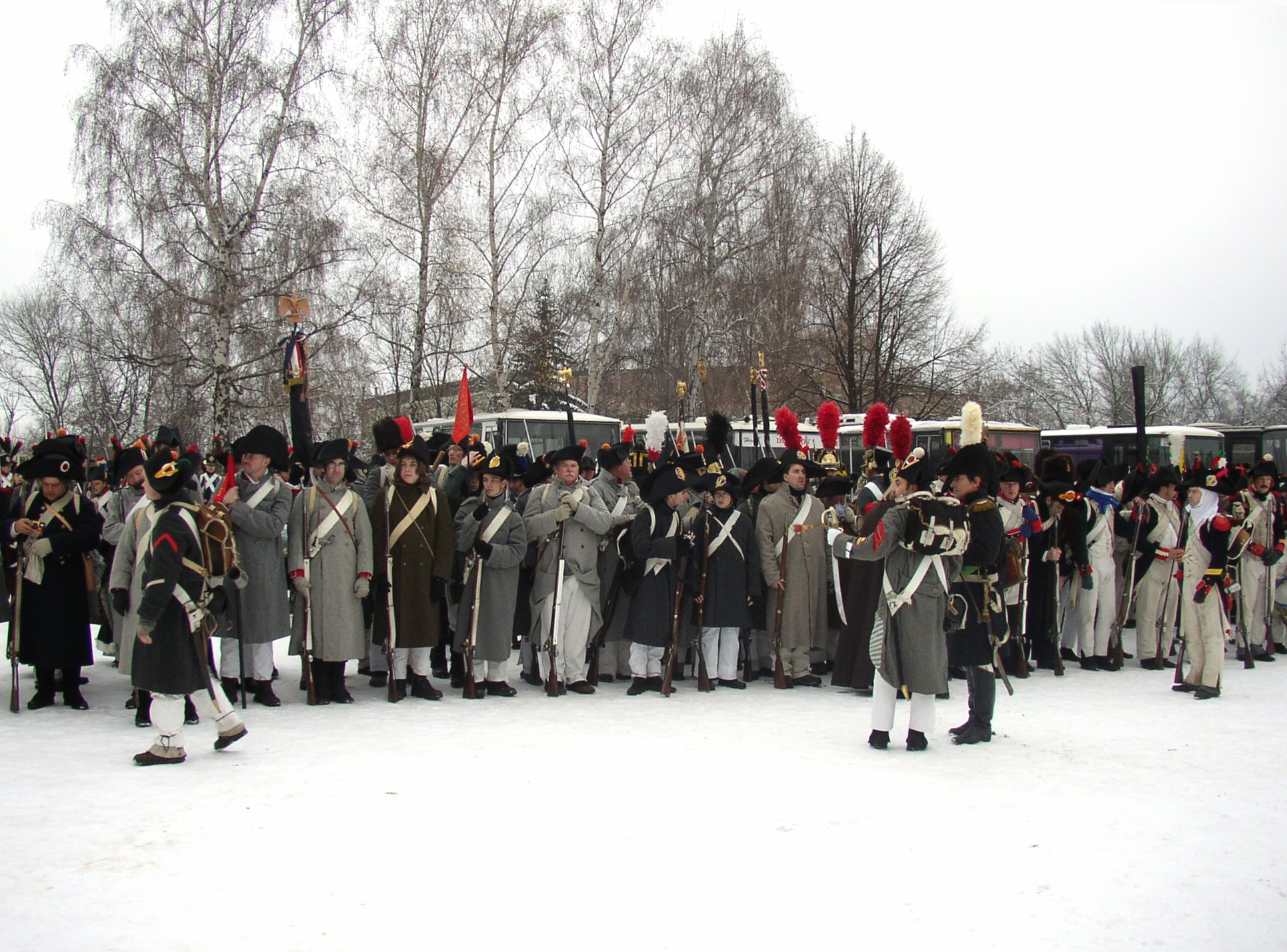
Återskapande av slaget vid Austerlitz 2005, 200 år efter att slaget inträffade.
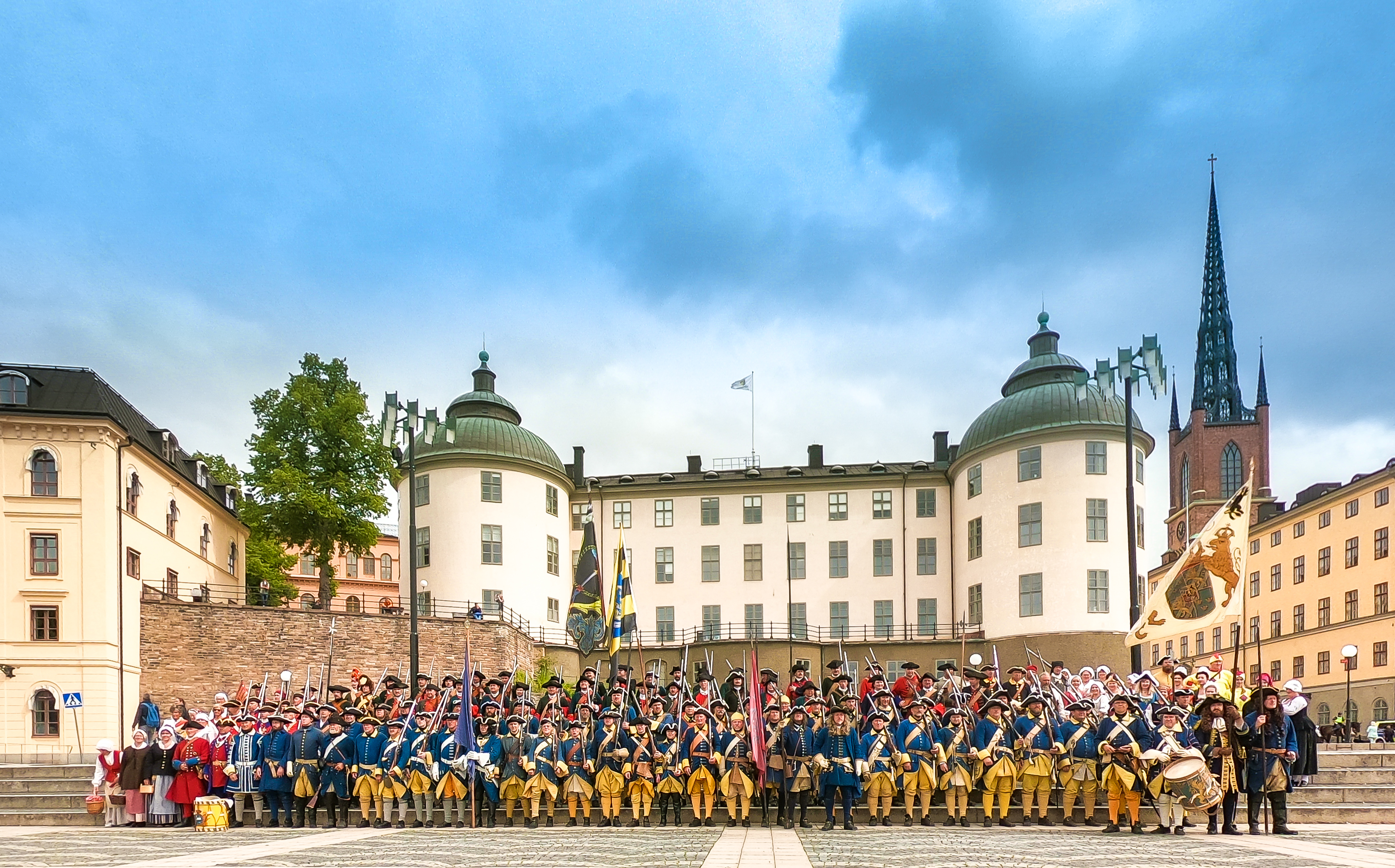
Under 300-årsdagarna för Slaget vid Stäket arrangerades en rad historiska uppvisningar i Stockholm med omnejd. Historiska föreningar från flera länder var tidsenligt klädda i uniformer från 1700-talet. Här är ryska och svenska soldater uppställda på Riddarholmen nedanför Wrangelska palatset inför paraden genom staden och uppvisningen på kaserngården till Armémuseum.
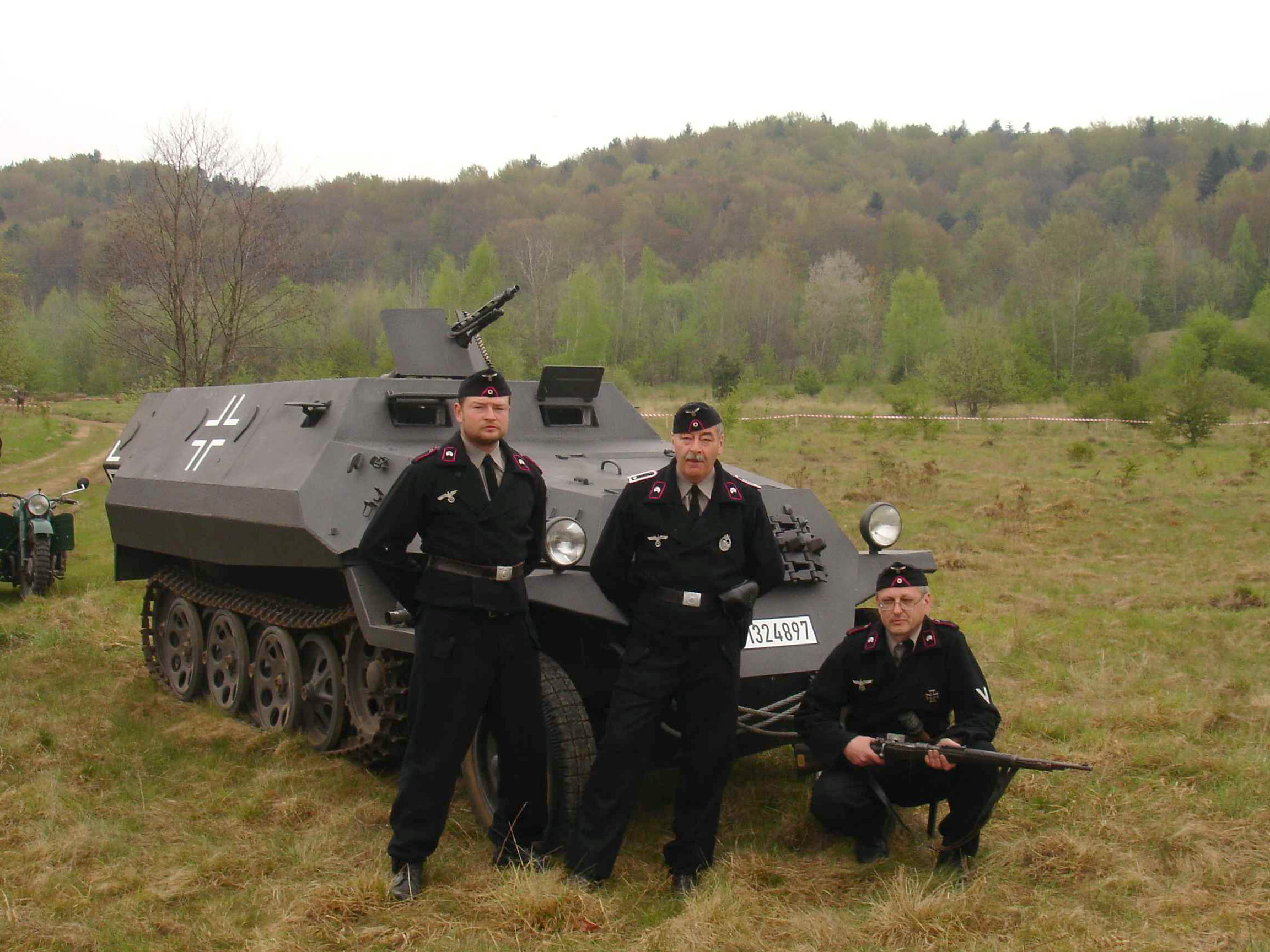
Medlemmar ur det historiska återskapade vallonska SS-frivilliga Corps Franc Wallonie med ett halvbandsfordon, Tatra OT-810 uppträdande som Sd.Kfz.250; Polen i maj 2007, Sanok-Błonia.